# Muszkovitpala
A muszkovitpala a csillámpalák egyike. Ezüstös, muszkovitcsillámban gazdag kőzet. A csillám a hullámos palásság síkjában irányított elrendezésű. A muszkovitpalában kvarc, földpát és kevés biotit is van. Gránát- és kloritásványok is jelen lehetnek a kőzetben.

## Szerkezete
Középszemcsés kőzet, 2–3 mm-es csillámkristályokkal. A muszkovitban gazdag és szegény szalagok kiemelik a palásságot.

## Eredet
A muszkovitpala pelites kőzetekből, közepes fokozatú, mérsékelt vagy nagynyomású és alacsony-mérsékelt hőmérsékletű regionális metamorfózis hatására képződik (epimetamorf zóna). Ezen feltételek mellett átalakulnak az agyagos kőzetek. Ez a metamorfózis más kőzetekre is hatással van, de a nyomástól, hőmérséklettől és a kiinduló kőzet ásványos összetételétől függően másféle metamorfitok jönnek létre.
- Csoport: metamorf kőzetek;
- Eredet: gyűrthegységi, epimetamorf zóna;
- Szemcseméret: közép;
- Osztályozás: regionális;
- Nyomás: magas irányított nyomás;
- Hőmérséklet: alacsony vagy mérsékelt;
- Szövet: palás